# 药王山石刻
药王山石刻位于中国陕西省铜川市耀州区城东，是中国保存北朝、隋、唐造像碑最多的地方，1961年被列为第一批全国重点文物保护单位。
药王山，唐称磬玉山，宋改称五台山，明隆庆六年（1572年）将唐代医学家孙思邈所著药书刻成五通碑刻置于山上，后遂改称药王山。现存北朝以来摩崖造像四十五尊，佛像碑一百余通，圆雕造像及石塔五十余尊，历代碑刻一百五十余通。